# Buszirisz

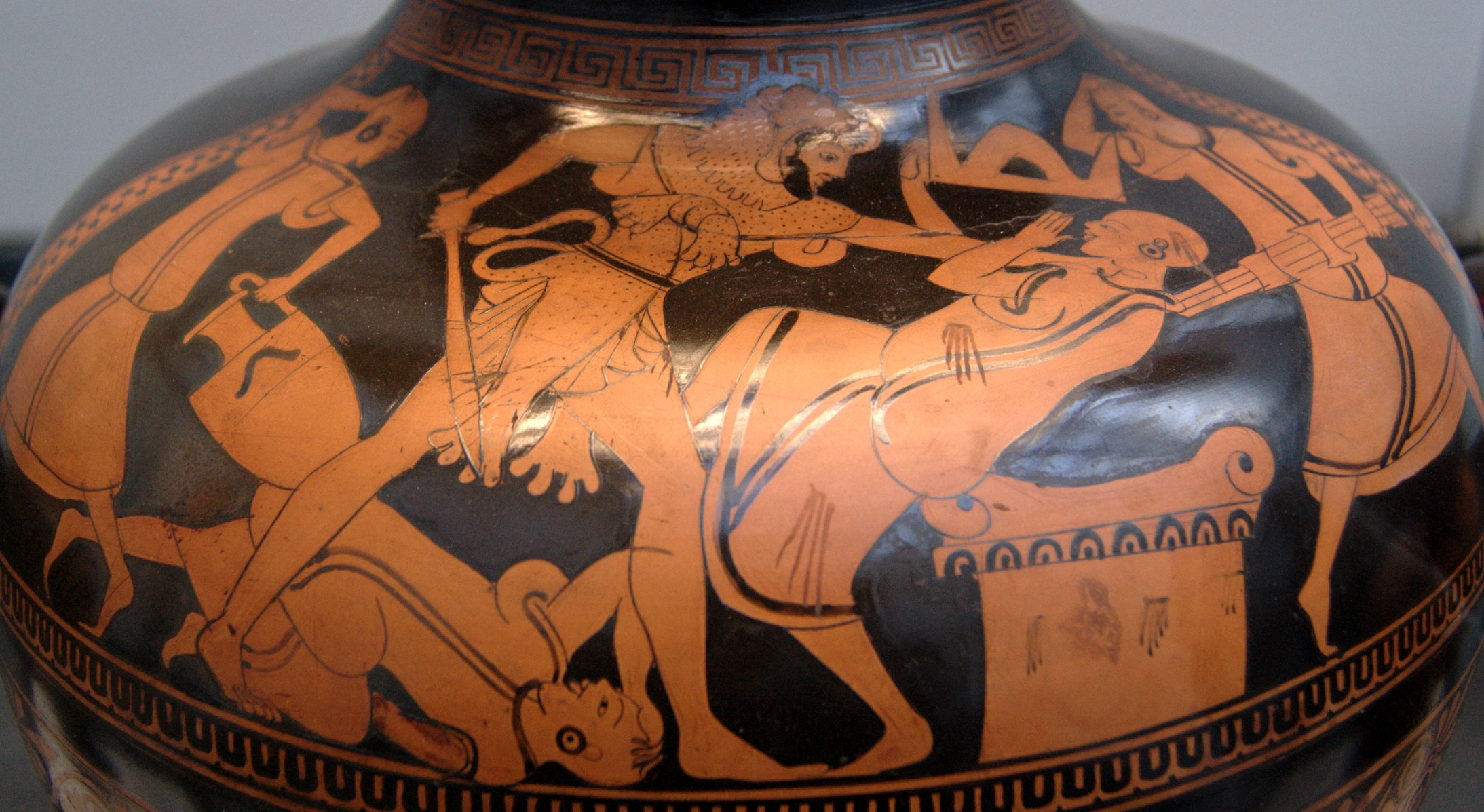
Héraklész megöli Busziriszt és kérőit, i. e. 480 körüli alkotás

Buszirisz (görögül: Βούσιρις) a görög mitológiában egyiptomi király, Poszeidón (más változat szerint: Aigüptosz) és Lüszianassza fia. Amikor országát kilenc esztendőn át aszály sújtotta, Thrasziosz küproszi jós azt jövendölte neki, hogy az aszályt csak az szüntetheti meg, ha minden évben feláldoz Zeusznak egy idegent. Buszirisz elsőnek a jóst áldozta fel Zeusz oltárán, majd sorra az Egyiptomban tartózkodó többi idegent. Ez a sors várt Héraklészre is, aki a heszperiszek kertje felé tartva útba ejtette Egyiptomot; amikor azonban az áldozati oltárhoz vezették, szétszakította bilincseit, és Busziriszt Amphidamasz nevű fiával együtt megölte. A mítosz a görögök felfogását tükrözte az egyiptomiak és más országbeliek ellenséges viszonyáról. 
Az egyiptomi mitológiában Buszirisz sehol sem szerepel, ezért jogos a felvetés, hogy a Buszirisz-mítosz etimologikus jellegű; kísérlet a Nílus deltájában levő Dzsedu város nevének megmagyarázására, mivel a Bw-Wsr-nak (Bu-Uszir, Ozirisz helye) is nevezett város rövidített nevét (Buszir) a görögök „Buszirisz”-nek ejtették. 
Egy ismert mítoszváltozat szerint Busziriszt nem Héraklész ölte meg (aki tíz nemzedékkel Buszirisz után élt), hanem Automaté, a Danaidák egyike.